# Cliomédia
Cliomédia est une agence spécialisée dans l’histoire d’entreprise et dans la communication de l’Histoire sur tous supports, créée en 1988 à Paris (France) par Pierre Dottelonde, et fermée en 2015.

## Historique
Apparue aux États-Unis dans les années 1920, la Business history, ou histoire appliquée aux entreprises, est directement à l’origine de la création de Cliomédia en 1988.
Cette agence propose aux entreprises, institutions et collectivités des solutions globales en matière de valorisation et de communication de leur histoire, depuis l’activité de conseil 
jusqu’à la réalisation d’ouvrages, d’expositions et de multimédia.
La société Cliomedia a été créée le 4 mars 1988. Elle a cessé son activité le 23 avril 2015.
La marque Cliomedia est la propriété de Pierre Dottelonde.

## Livres d’entreprise et corporate
L'édition de livres d’entreprise et de livres corporate constitue, depuis l'origine, l'activité principale de Cliomédia. Plusieurs des ouvrages de Cliomédia ont été primés. Voici quelques références.
- Un afficheur dans la ville (Avenir France)
- 70 ans d’engagement pour le développement (Agence française de développement)
- Galeries Lafayette, la légende d’un siècle
- Jaz, l’histoire d’une marque
- Une McStory à la française (McDonald’s France, bande dessinée)
- Zodiac, un siècle d’air et d’eau (Groupe Zodiac)
- Caisse Centrale des Banques Populaires, 75 ans d’histoire
- L’esprit Banque Populaire, une aventure humaine (bande dessinée)
- Vous avez dit populaire… ? (Fédération Nationale des Banques Populaires)
- Banque SNVB, une banque au service de ses régions (Groupe CIC)
- 100 ans de crédit mutuel au nord de la France (Crédit Mutuel Nord Europe)
- Le siècle Calberson (Groupe Geodis)
- EOLE, un voyage à travers l’histoire de Paris et de l’Île-de-France (SNCF)
- Des sites et des hommes (TDF)
- Centrales thermiques en région parisienne (EDF, collection de 5 volumes)
- La Géante, une histoire de la centrale nucléaire de Gravelines (EDF)
- L’odyssée du transport électrique (EDF)
- Nous construisons l’avenir. L’histoire du groupe Soufflet
- Sciences au Sud. Dictionnaire de 50 années de recherche pour le développement (Orstom)

## Expositions, événements et multimédia
Voici les plus importantes.
- Concevoir la ville, une histoire de l’aménagement de Saint-Quentin-en-Yvelines (exposition)
- Cergy, 30 ans d’aventure urbaine (exposition)
- Aurillac, les mutations d’une ville (exposition)
- Histoire d’une banque à travers l’objet (Groupe HSBC, exposition)
- Le siècle Calberson (exposition)
- Histoires d’innovations (France Télécom, multimédia)
- 50e anniversaire de la CFE-CGC, organisé à la cité des sciences et de l’industrie de Paris (film et événement à la Cité des Sciences, Paris)
- L’odyssée du transport électrique (EDF, multimédia)

## Études et audits mémoriels
Voici quelques références.
- Genèse et histoire de la marque Havas
- Histoire des stratégies du groupe Havas
- Elf Aquitaine, une macrohistoire, des microhistoires
- La première ouverture du capital de France télécom
- Préfiguration muséographique et scénographique du Musée du général Leclerc et de la libération de Paris- Musée Jean Moulin
- Scénario des parcours pour le Musée de la Nation (projet ministère de la Défense)
- Blédina : chronologie interactive